# Ternaire naam
In nomenclatuur van prokaryoten, is een ternaire naam voorgeschreven door de regels (International Code of Nomenclature of Prokaryotes, voorheen Bacteriological Code) voor een ondersoort. Taxa in de rang van soort krijgen een tweedelige naam (binaire naam). 
De term is indertijd overgenomen uit de International Code of Botanical Nomenclature dat deze term sindsdien heeft afgeschaft (zie infraspecifieke naam).
NB. Het zoölogische equivalent van een ternaire naam is een trinominale naam of trinomen.